# Christophe Léon Louis Juchault de Lamoricière

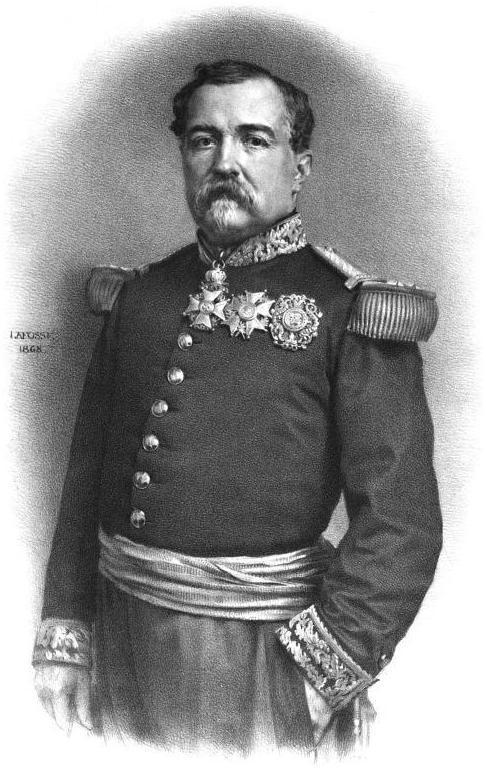
staatsieportret van generaal Lamoricière toen hij politiek actief was in Parijs (1848-1852)

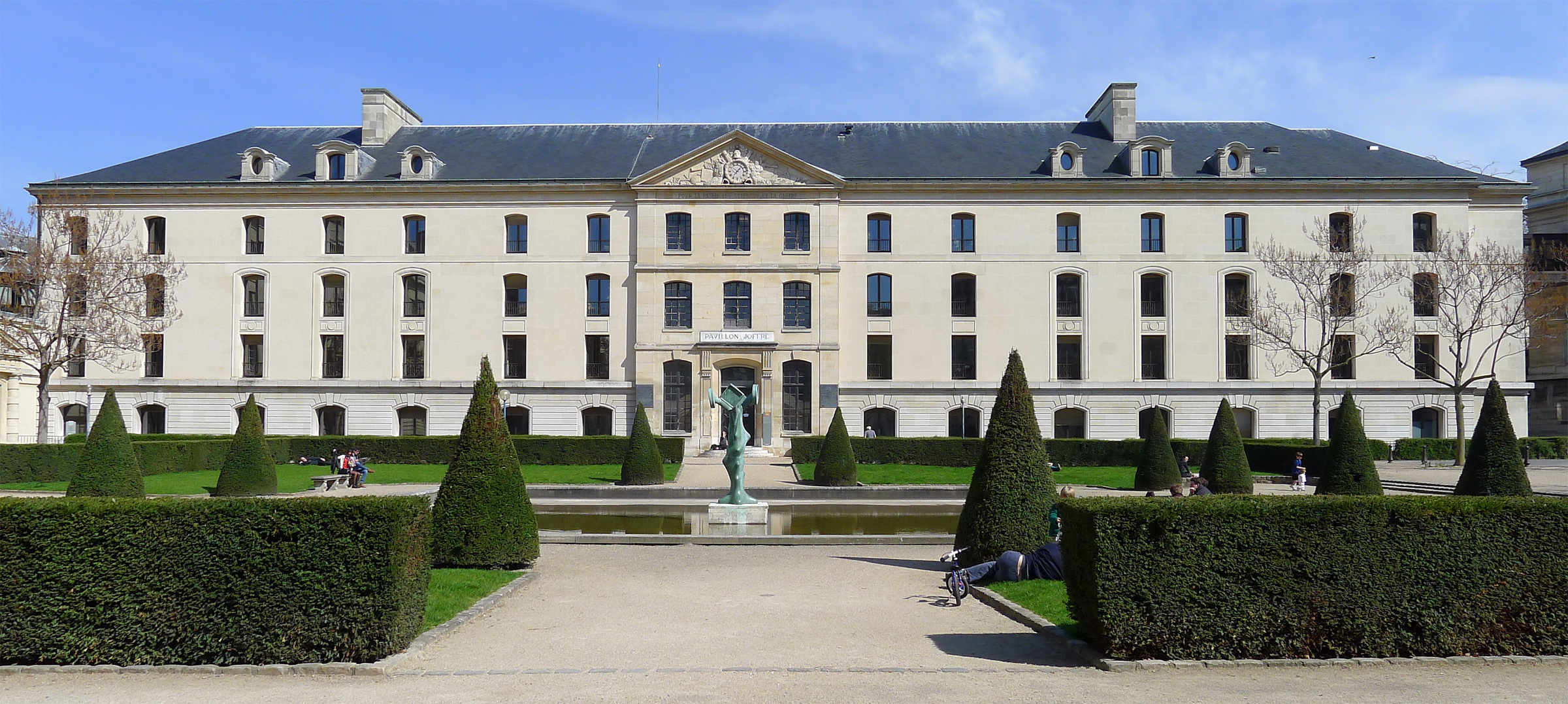
Voormalige École Polytechnique in hartje Parijs

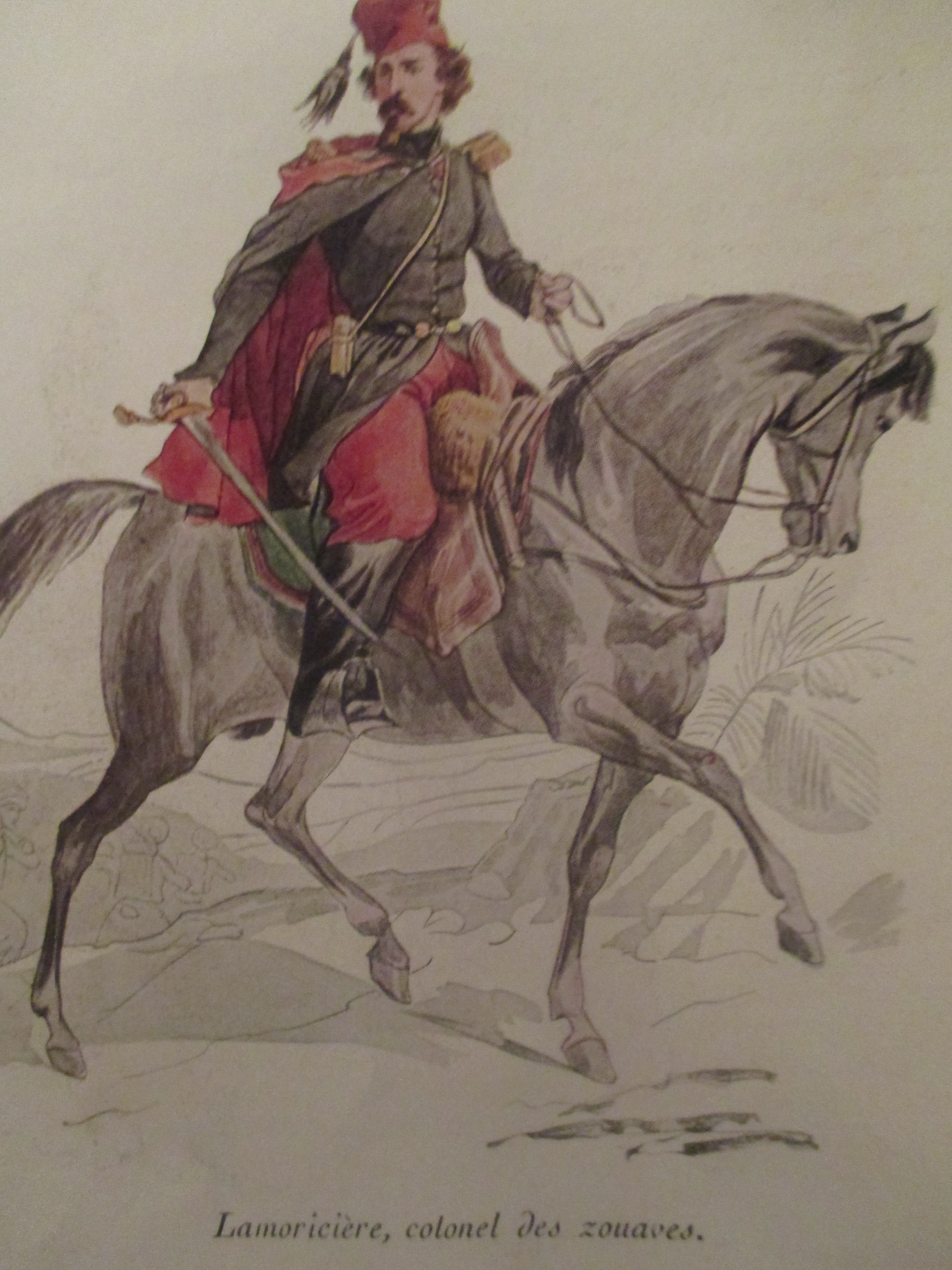
kolonel Lamoricière van de Franse Zoeaven

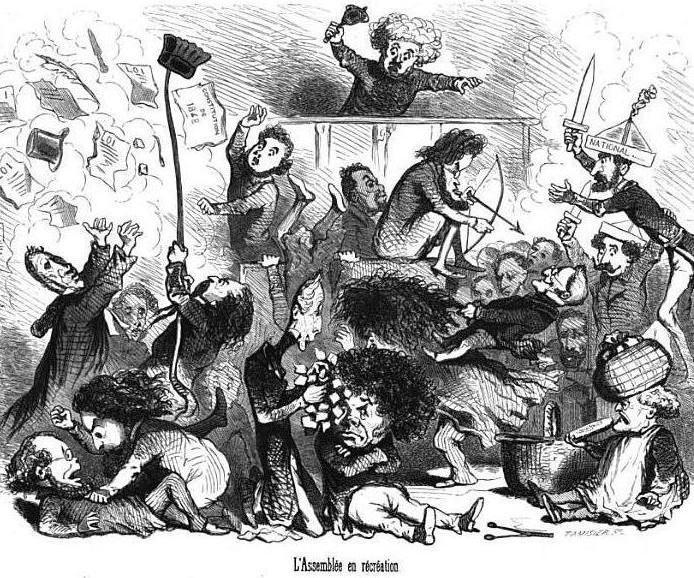
spotprent met Lamoricière 2e van rechts met een zwaard, onder zijn mentor Cavaignac uiterst rechts ook met zwaard; de Constituante van 1848

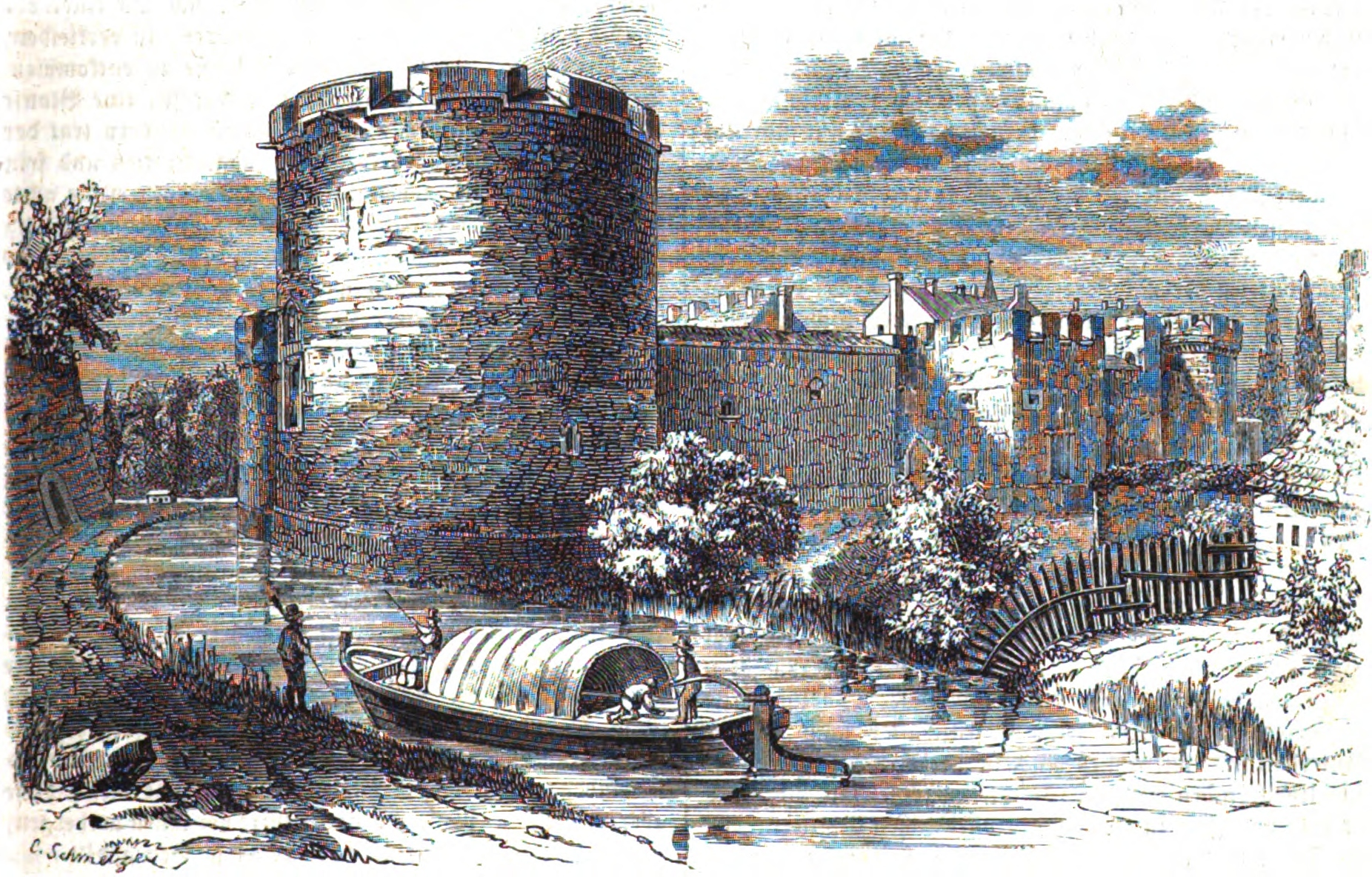
Gevangenis van Ham waar hij vast zat (1852-1853)

Christophe Léon Louis Juchault de Lamoricière (Nantes 5 februari 1806 – Prouzel 11 september 1865) was een generaal van de Franse Zoeaven in Frans-Algerije, kortstondig minister van Oorlog in Frankrijk en opperbevelhebber van de Pauselijke Zoeaven.

## Levensloop

### Opleiding
Lamoricière was afkomstig van een adellijke Bretoense familie. De stamboom van de familie Juchault gaat terug tot de 16e eeuw en de familie noemt zich, sinds de 18e eeuw, Juchault de Lamoricière. Het adellijk familieslot stond in Saint-Philbert-de-Grand-Lieu, dicht bij Nantes gelegen. Na zijn middelbare studies in Nantes ging Lamoricière voor een militaire carrière. Hij studeerde in Parijs in de École Polytechnique en nadien in de kazerne van Metz, wat hem toegang gaf tot de genietroepen van het Franse leger.

### Algerije (1830-1848)
In 1830 vertrok de jonge officier Lamoricière met het Frans expeditieleger naar Algerije, waar de macht van de Ottomanen verdwenen was. Hij was een van de oprichters van de Franse Zoeaven. De Fransen vochten in Noord-Algerije verschillende veldslagen tegen Algerijnse verzetsstrijders en installeerden hun kolonie Frans-Algerije. Lamoricière liet zich opmerken bij de Franse overwinning in de Slag bij Constantine in 1837 en werd tot kolonel bevorderd. De houding van Lamoricière tegenover de Algerijnen kwam dubbelzinnig over: enerzijds dweepte hij met de socialistische idealen van Saint-Simon. Anderzijds was hij een militaire bezetter, die even driest te werk ging als de Ottomaanse bezetting van Algerije. Lamoricière deed zijn best om, hoe dan ook, een goede verstandhouding met de Arabieren te bewerken. Met zijn kennis van het Arabisch zetelde hij in een bemiddelingsbureau, genaamd Bureau Arabe. Hier spande hij zich in, naar het ideaal van Saint-Simon, de bevolking te helpen waar hij kon. In 1840 werd hij na enkele kleinere gevechten, bevorderd tot generaal. Hij kreeg de functie van gouverneur van het departement Aran, en dit in het koloniaal bestuur onder gouverneur-generaal Thomas Robert Bugeaud.
De Algerijnse opstandelingen onder leiding van Abd Al-Kader bleven inbeuken tegen het Franse bestuur. Lamoricière werd naar Marokko gestuurd, naar de Marokkaanse bondgenoten van Abd Al-Kader. Hij behaalde er enkele overwinningen tegenover de Marokkanen en nam deel aan de Franse eindoverwinning in de Slag bij Isly (1544). Generaal Lamoricière en zijn troepen was er samen met talrijke Franse regimenten, onder meer deze geleid door kolonel Pélissier en generaal Cavaignac. De Marokkaanse steun aan de Algerijnen viel stil. Lamoricière dacht meer en meer aan een politieke carrière in Parijs, zoals generaal Cavaignac deed. Lamoricière werd waarnemend gouverneur-generaal van Algerije (1845). In 1847 behaalde Lamoricière in zijn ogen zijn hoogtepunt in Algerije. Het lukte hem eindelijk de leider der opstandelingen, Abd Al-Kader, te arresteren. Lamoricière deed verschillende beloftes aan Abd Al-Kader, maar daar zou achteraf niets van in huis komen. Lamoricière was immers ondertussen parlementslid in Parijs geworden en in 1848 brak de Februarirevolutie uit in Parijs (1848). Het regime van de koning-burger Lodewijk Filips kwam snel ten val.

### Parijs (1848-1852)
In het woelige Parijs van 1848 was Lamoricière enkele maanden minister van Oorlog (juni tot december 1848). Hij deed dit op vraag van de regeringsleider en oude bekende van hem, generaal Cavaignac. Met de komst van prins-president Napoleon, de latere keizer Napoleon III, verdween Lamoricière naar de oppositie. In deze jaren werd de Tweede Republiek uitgebouwd en maakte Lamoricière deel uit van de Franse Assemblée. Hij vertegenwoordigde het departement Sarthe in Parijs. Hij zetelde in de Commissie Defensie en was, met tussenpozen, ondervoorzitter van het parlement. Hij was een tegenstander van Napoleon, van wiens machtshonger hij niets moest hebben. In 1852 pleegde Napoleon een staatsgreep.

### Gevangenis (1852-1853)
Lamoricière werd gevangen gezet in de staatsgevangenis van Ham. In deze gevangenis had Napoleon zelf meerdere jaren doorgebracht alvorens hij aan de macht kwam. Nu was het tijd om zijn tegenstanders hierin op te sluiten. Na een jaar kwam Lamoricière vrij doch hij werd gedwongen Frankrijk te verlaten.

### Ballingschap (1853-1860)
Hij trok rond door Engeland en het Rijnland en verbleef uiteindelijk in Brussel. Hier kwam hij in contact met katholieke geestelijken die op hem inpraatten. Van zijn idealen van Saint-Simon bleef niets over. Hij werd een praktiserend katholiek. Vermoedelijk vanaf 1857 werd hij terug toegelaten op het Franse grondgebied. Vandaar maakte hij enkele reizen vanuit Brussel naar Parijs. Onder invloed van François-Xavier de Mérode geraakte hij geïnteresseerd in de kwestie van de Pauselijke Staat in Midden-Italië. Lamoricière wenste zich na vele jaren ballingschap nuttig te maken en de oorlogen van Garibaldi en de Piemontezen tegen de Pauselijke Staat leek hem wel iets.

### Castelfidardo (1860)
Op verzoek van Frédéric-François-Xavier Ghislain de Merode, richtte Lamoricière in Rome de Pauselijke Zoeaven op. Hij nam als voorbeeld de Franse Zoeaven in Algerije. Als officier met 20 jaar krijgservaring in Noord-Afrika moest hij snel vast stellen dat het pauselijke leger niet de slagkracht had, zoals hem in Brussel voorgesteld was. Ook stelde hij vast dat een deel van de bevolking van de Kerkelijke Staat voor Garibaldi sympathie koesterde. Lamoricière was opperbevelhebber van de pauselijke troepen en leed een zware nederlaag bij Castelfidardo. De stad Ancona ging verloren voor de Kerkelijke Staat. Deze nederlaag kon de generaal moeilijk verkroppen en hij weigerde elke Romeinse titel of Frans geschenk omwille van de nederlaag. Hij was een "verslagen condottiere". In een persoonlijk gesprek met paus Pius IX in Rome aanvaardde hij dan toch het ridderschap van Christus.

### Prouzel (1860-1865)
Hij trok zich terug in het kasteel van Prouzel, eigendom van zijn vrouw Amélie d'Auberville. Hij hield er zich bezig met het steunen van katholieke scholen in Frankrijk, alsook met liefdadigheid en het lezen van katholieke lectuur. Hij stierf in 1865 en kreeg bij zijn begrafenis lofredes van vooraanstaande katholieken in Frankrijk Onder impuls van paus Pius IX werd in de kathedraal van Nantes een reusachtige cenotaaf voor hem gebouwd.

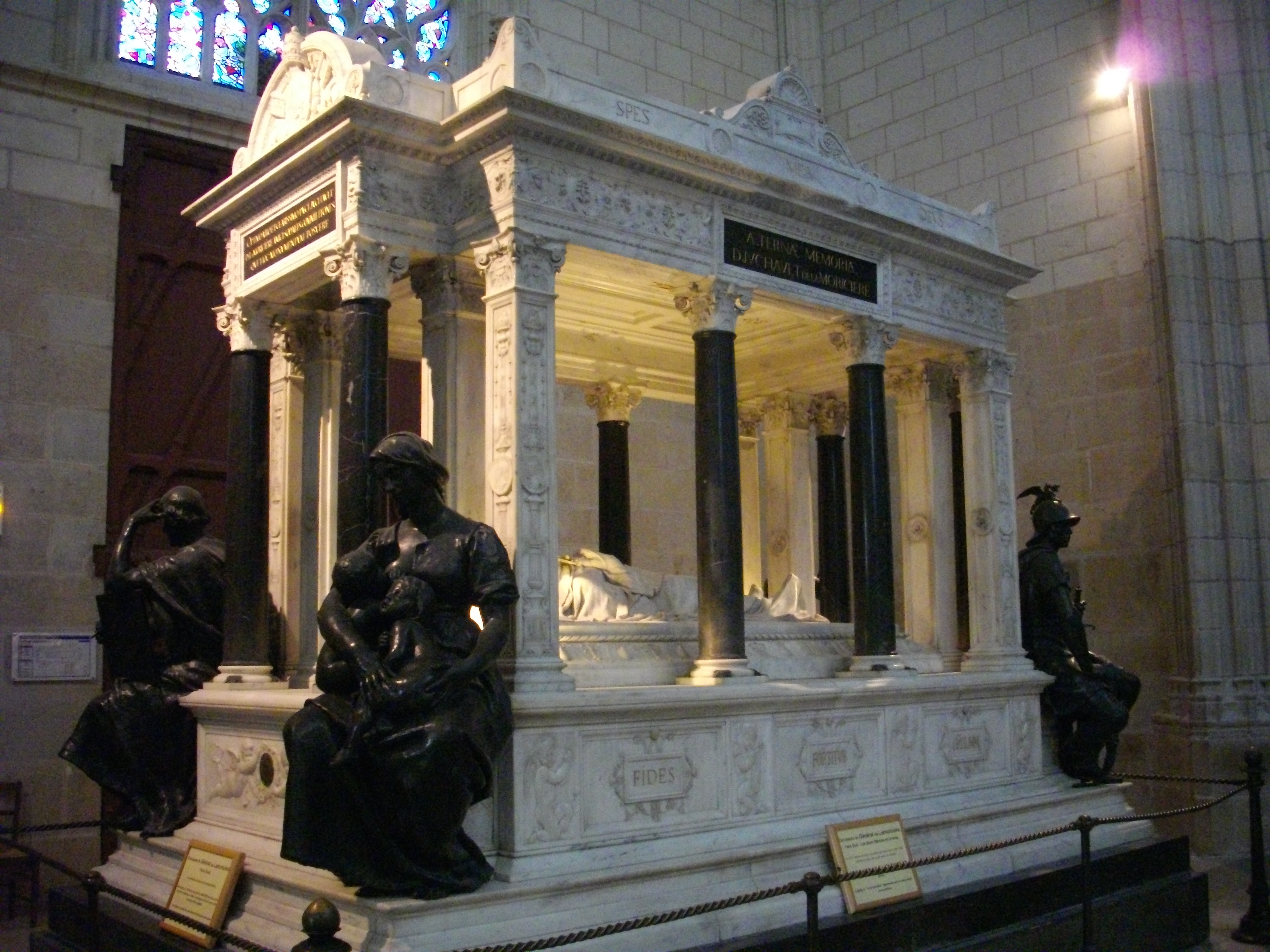
Cenotaaf in de kathedraal van Nantes

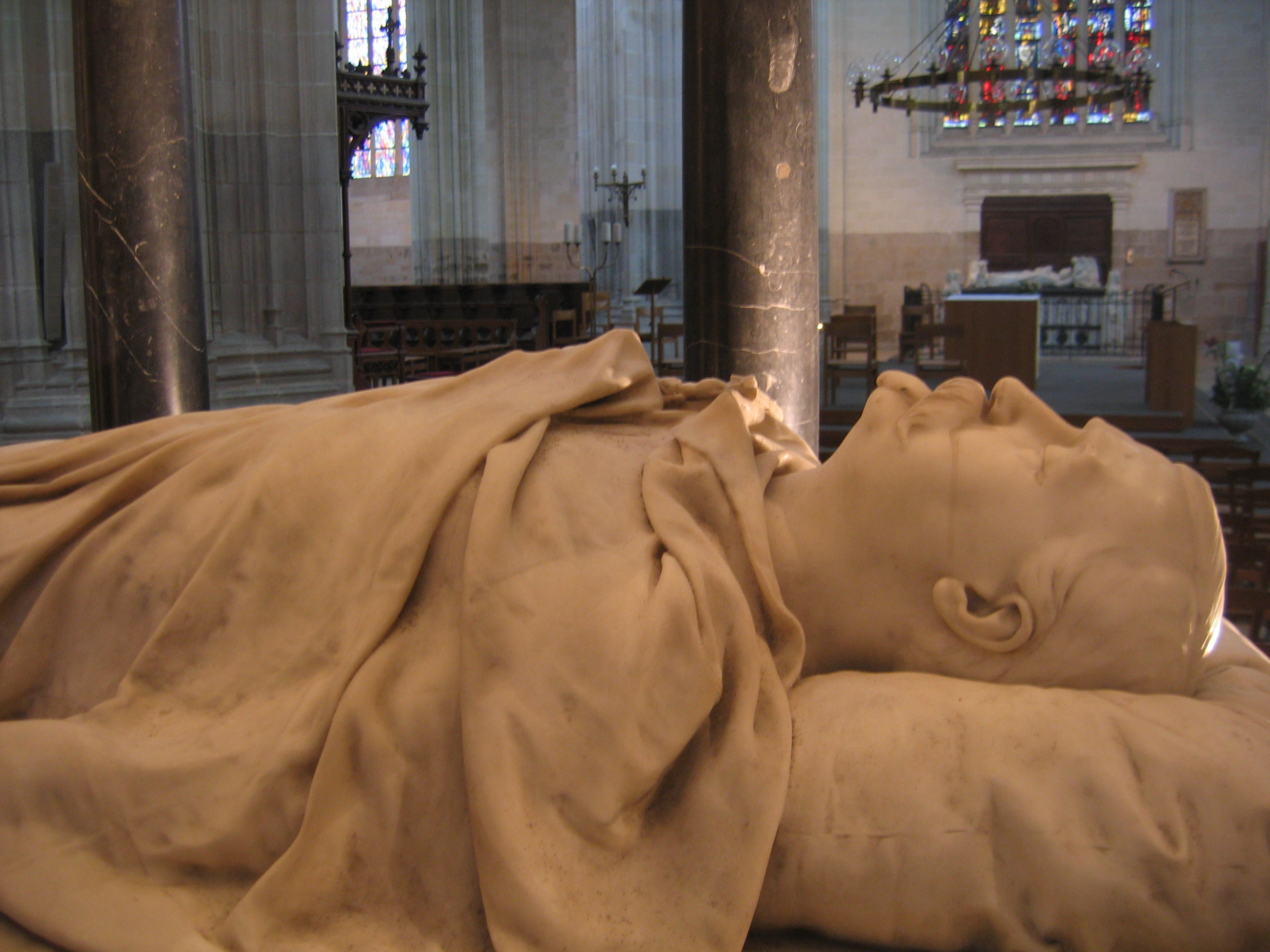
cenotaaf

## Onderscheidingen
- Legioen van Eer van Frankrijk
- Orde van Christus van de Heilige Stoel

## Andere eerbewijzen
- Cenotaaf in de kathedraal van Nantes
- In Parijs en in Nantes draagt een straat zijn naam.
- De stad Ouled Mimoun in het Algerijns departement Aran droeg tijdens het Frans koloniaal bestuur de naam van Lamoricière. In de oudheid had het de naam Altava.
- In de Algerijnse stad Constantine droeg een plein de naam van Lamoricière. Het beeld dat er stond, is bij de Algerijnse Onafhankelijkheidsoorlog naar Frankrijk gebracht. Het beeld stond eerst in Marseille en thans in Nantes.[8]
- Het fort van Mostaganem in Algerije droeg in de 19e eeuw de naam Fort Lamoricière.
- Een pakketboot van de Compagnie Générale Transatlantique droeg de naam Lamoricière begin 20e eeuw. Het voer tussen Marseille en Alger. Toen het zonk in 1942 kreeg het schip de bijnaam Titanic van de Middellandse Zee.[9]

## Veldslagen van generaal Lamoricière

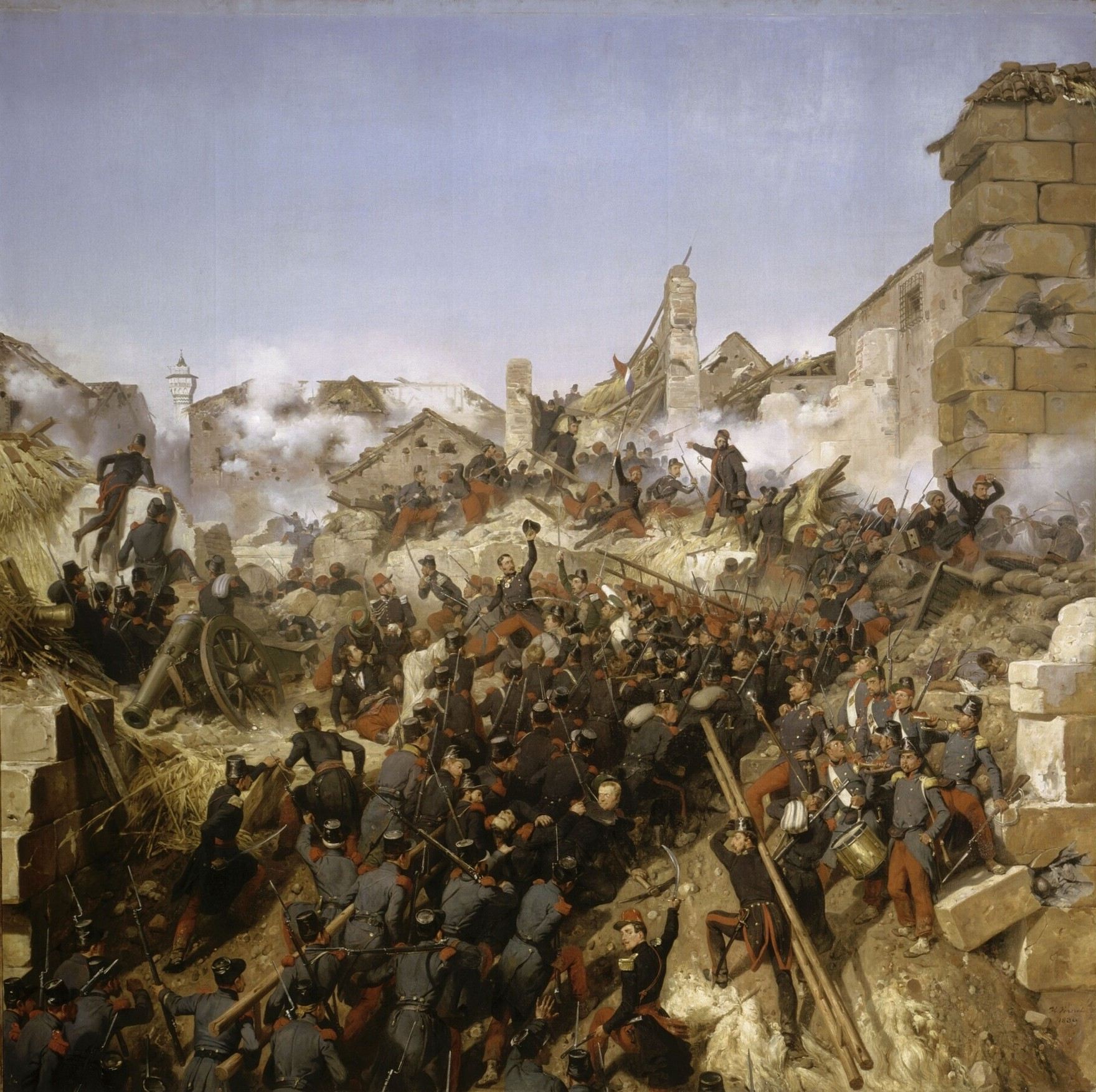
Overwinning in de Slag bij Constantine in Algerije (1837)
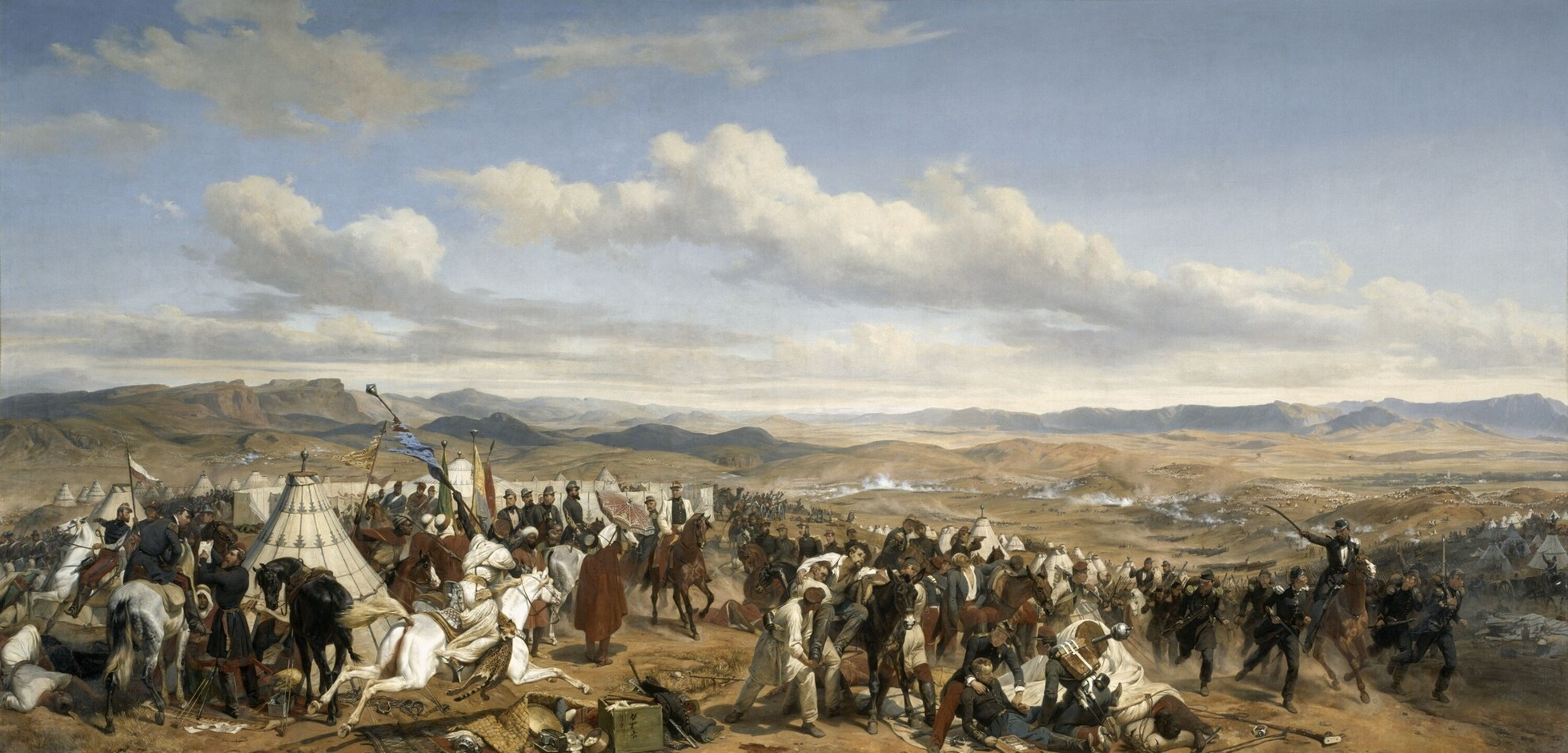
Overwinning in de Slag bij Isly in Marokko (1844)
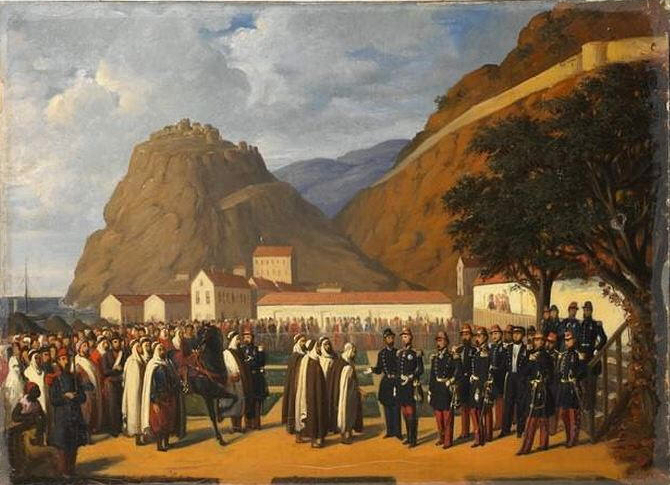
Overgave van Abd El-Kader aan de Fransen (1847)
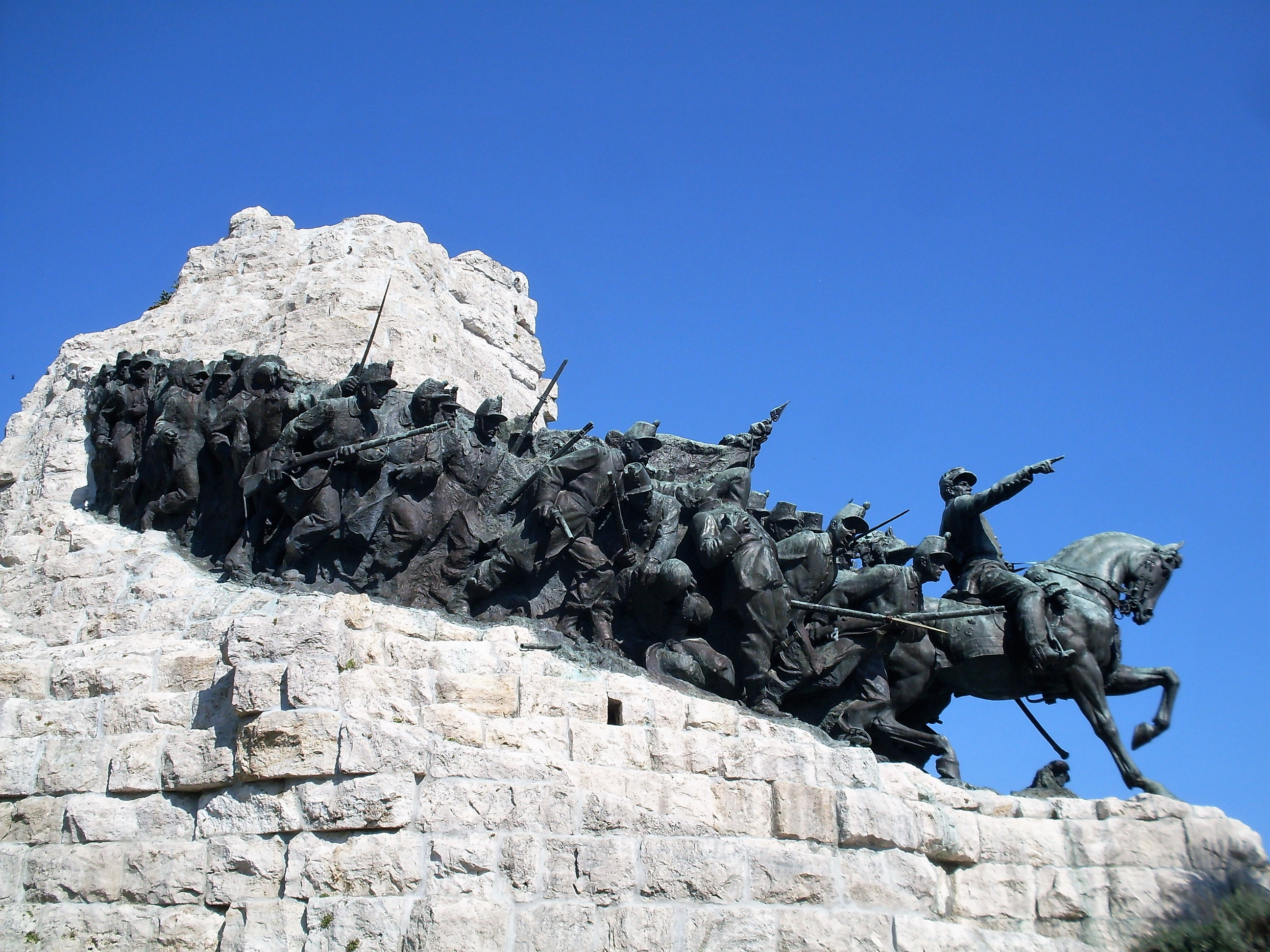
Nederlaag van Lamoricière en de Pauselijke Zoeaven bij Castelfidardo (1860)

- Bibliothèque nationale de France: cb13489491b (data)
- Gemeinsame Normdatei: 119155419
- International Standard Name Identifier: 0000 0000 2218 5991
- Library of Congress Control Number: no99007135
- Base Léonore: LH//1385/48
- Nationale Bibliotheek van Israël: 987010635631805171
- Nederlandse Thesaurus van Auteursnamen: 104769602
- Réseau des bibliothèques de Suisse occidentale: 02-A012866712
- Système universitaire de documentation: 030628032
- Virtual International Authority File: 5712171
- WorldCat: E39PBJpDPy9B8wRRMHYpbTD8YP